# 室生朝子
室生 朝子（むろう あさこ、1923年8月27日 - 2002年6月19日）は、日本の随筆家。

## 人物
東京府出身。詩人の室生犀星の長女。聖心女子学院専門部中退。犀星の長編『杏つ子』にも登場する。
一度結婚したが離婚、父との思い出を「あやめ随筆」に書いたのをはじめ、犀星が没した直後の1962年に、父について小説「赤とんぼ記」を書き、以後も父に関する随筆、釣り、紀行などについて著書を刊行している。
軽井沢高原文庫の理事を務め、森鷗外の娘・森茉莉、萩原朔太郎の娘・萩原葉子とも親しい関係にあった。娘は室生犀星記念館名誉館長の室生洲々子。
2002年6月19日、東京都文京区の病院にて、呼吸不全のため死去。78歳没。

## 著書
- 『あやめ随筆』（五月書房 1959年）
- 『母そはの母』（随筆集 東都書房 1960年）
- 『赤とんぼ記』（講談社 1962年）
- 『晩年の父犀星』（講談社 1962年 のち角川文庫、講談社文芸文庫 1998年）
  - おでいと（ポプラ社 2009年）
- 『杏の木』（三月書房 1966年）
- 『追想の犀星詩抄』（講談社 1967年）
- 『父室生犀星』（毎日新聞社 1971年 のち三笠書房・知的生き方文庫）
- 『雪の墓』（冬樹社 1973年）
- 『猫のうた』（PHP研究所 1973年）
- 『私の釣りの旅』（立風書房 1974年）
- 『石仏の里にて』（随筆 鎌倉書房 1978年7月）
- 『釣りのうたげ』（二見書房（釣魚名著シリーズ） 1979年7月）
- 『金沢そして能登 四季との語らい』（主婦の友社（Tomo選書） 1980年2月）
- 『父犀星の秘密』（毎日新聞社 1980年8月）
- 『あの町この味 手づくりに出会う旅』（徳間書店（現代史出版会） 1981年4月）
- 『うち猫そと猫』（立風書房 1982年8月）
- 『詩人の星遥か 父犀星を訪ねて』（作品社 1982年7月）
- 『花の歳時暦』（講談社 1984年11月）
- 『室生朝子の加賀づくし 城下町・金沢へのいざない』（毎日新聞社 1984年4月）
- 『私の石仏の旅』（立風書房 1985年11月）
- 『わたしの古寺巡礼』（新人物往来社 1985年10月）
- 『父犀星と軽井沢』[4]（毎日新聞社 1987年10月）
- 『父犀星の贈りもの』（光文社文庫 1987年10月）
- 『秩父古寺を歩く』（新人物往来社 1987年7月）
- 『大森・犀星・昭和』（リブロポート 1988年4月）
- 『七福神巡礼』（青弓社 1989年12月）
- 『父犀星の俳景』（毎日新聞社 1992年3月）
- 『鯛の鯛』（紅書房 1997年12月）
- 『おでいと 晩年の父・犀星』ポプラ社, 2009.7

### 共編
- 『室生犀星詩集』編 (銀河選書) 大和書房, 1964
- 『ふるさとを詠める室生犀星詩集』編, 千葉春雄 写真. 北国出版社, 1975
- 『竹村俊郎作品集』編. 文化総合出版, 1975
- 『室生犀星句集 魚眠洞全句』編. 北国出版社, 1977.11
- 『犀星軽井沢 詩文集』編. 現代史出版会, 1981.6 のち徳間文庫
- 『室生犀星文学年譜』本多浩、星野晃一共編　明治書院、1982
- 『室生犀星全王朝物語』編. 作品社, 1982.5
- 『室生犀星書目集成 (近代文学資料）星野晃一共編. 明治書院, 1986.11
- 『室生犀星未刊行作品集 第5巻 (昭和 3)』奥野健男, 星野晃一共編. 三弥井書店, 1989.10

## 参考資料
- 日本人名大辞典

## 脚註
1. ↑  いくつかの「詩集」や『室生犀星句集』（北国出版社、1977年）、『室生犀星全王朝物語』（上下、作品社、1982年）を編んでいる。
2. ↑  朝子の随筆集『猫のうた』には森茉莉、萩原葉子との交流が記されている。
3. ↑  室生朝子さん死去 随筆家 室生犀星の長女 共同通信 47News 2002年6月20日閲覧
4. ↑  編著に『犀星 軽井沢 詩文集』がある（徳間文庫 1990年）